# عطیبه
عطیبه، روستایی از توابع بخش شبانکاره در شهرستان دشتستان استان بوشهر ایران است. 

## جمعیت
این روستا در دهستان شبانکاره قرار داشته و براساس سرشماری سال ۱۳۹۰ جمعیت آن ۵۳۳ نفر (۱۳۰ خانوار) است.

## اقلیم
عطیبه در ماه‌های خرداد و تیر آب و هوایی گرم و خشک همراه با وزش بادهای گرم و سوزان دارد که دمای هوا را تا ۵۰ درجهٔ سانتی‌گراد می‌رساند. ماه‌های مرداد و شهریور نیز آب و هوا گرم و شرجی است. مهرماه دمای هوا رو به کاهش می‌گذارد و آبان ماه نیز افت محسوس دما اتفاق می‌افتد و این آب و هوای معتدل تا پایان اسفند ماه ادامه دارد.

## طبیعت
روستای عطیبه در دشت شبانکاره واقع است. در نیمهٔ دوم سال همراه با شروع فصل بارندگی، کشت گندم و جو در روستا آغاز می‌شود.

## درختان
به دلیل اقلیم گرم و خشک منطقه درختان این روستا نیز سازگار با این نوع آب و هوا هستند. از جمله درختان موجود در روستا می‌توان به کهور، گز، کُنار، انواع نخل خرما، اکالیپتوس ،درخت گل ابریشم ،سپستان، کنوکارپوس و … را می‌توان نام برد.

## نگارخانه

طبیعت روستای عطیبه
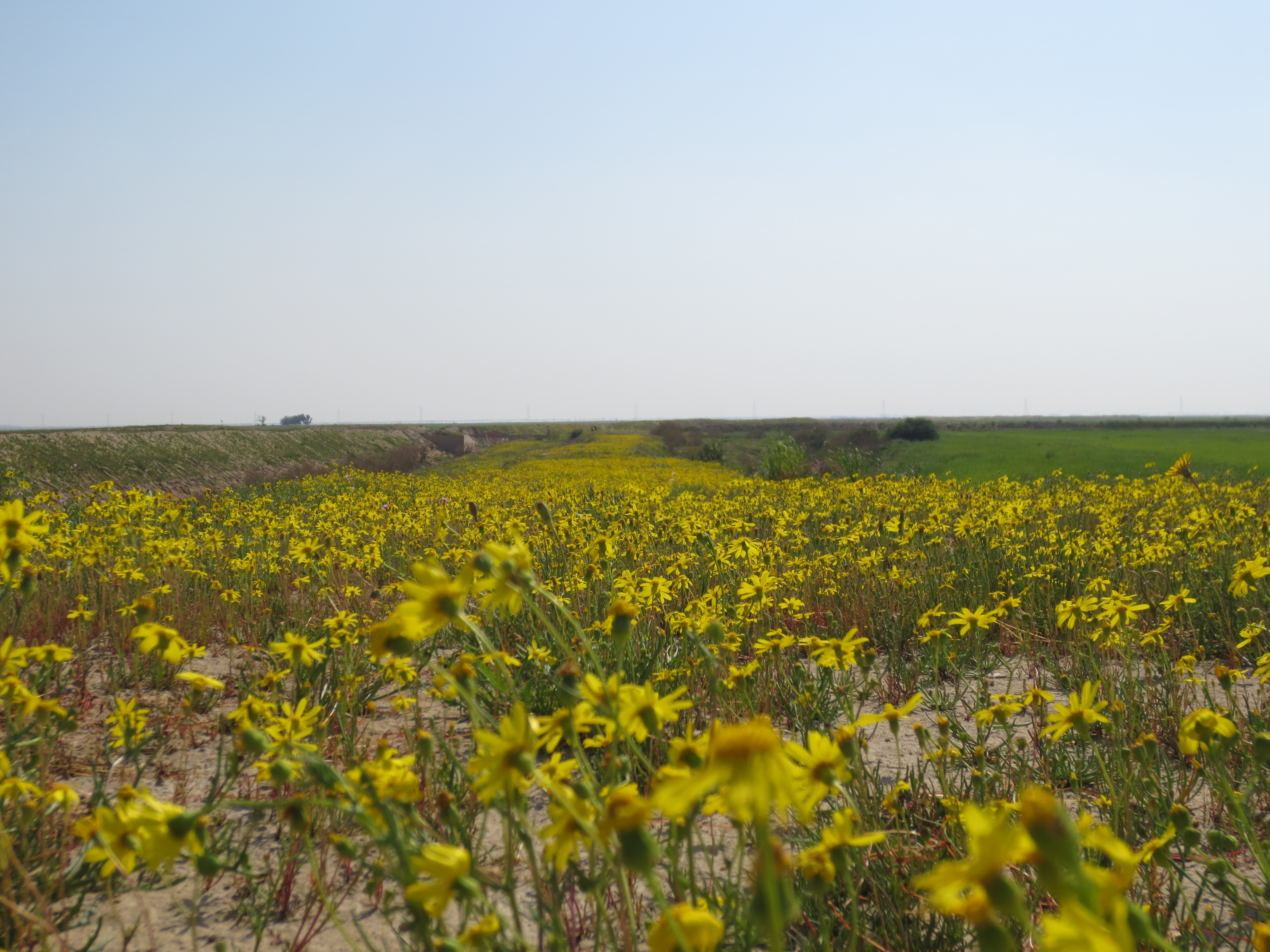
طبیعت روستای عطیبه
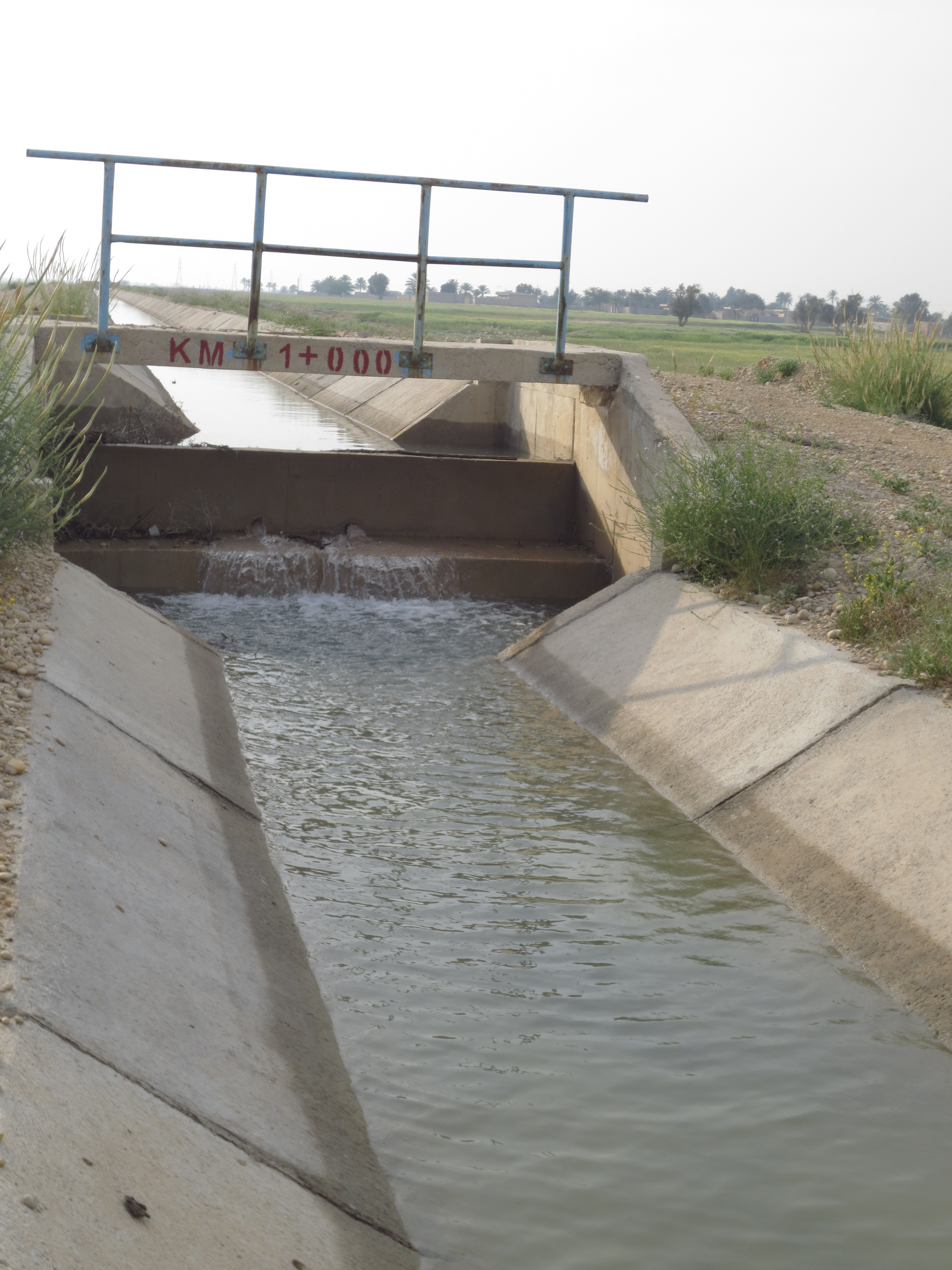
کانال آب کشاورزی عطیبه
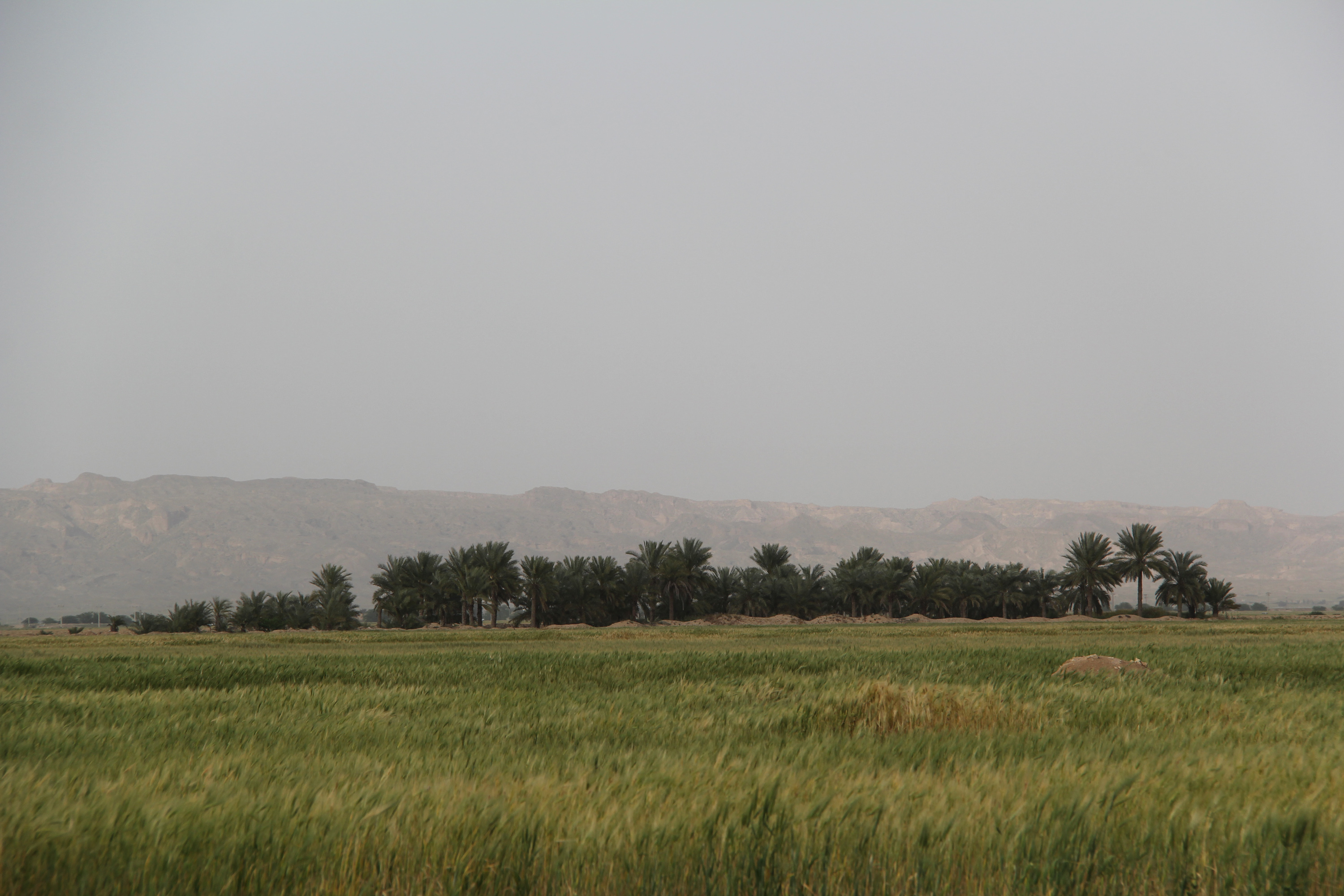
باغ نخلی در عطیبه
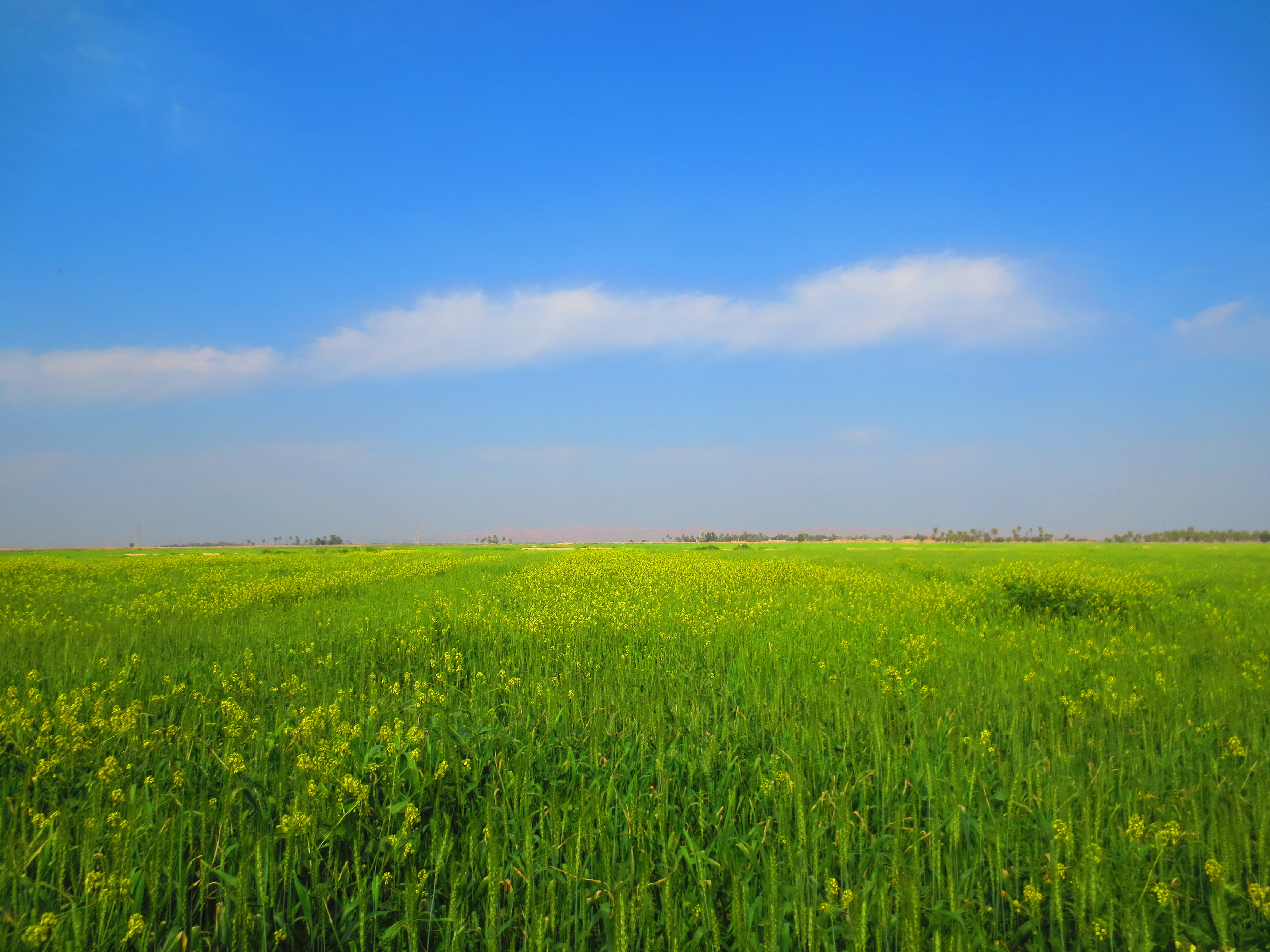
طبیعت روستای عطیبه در زمستان ۱۳۹۲
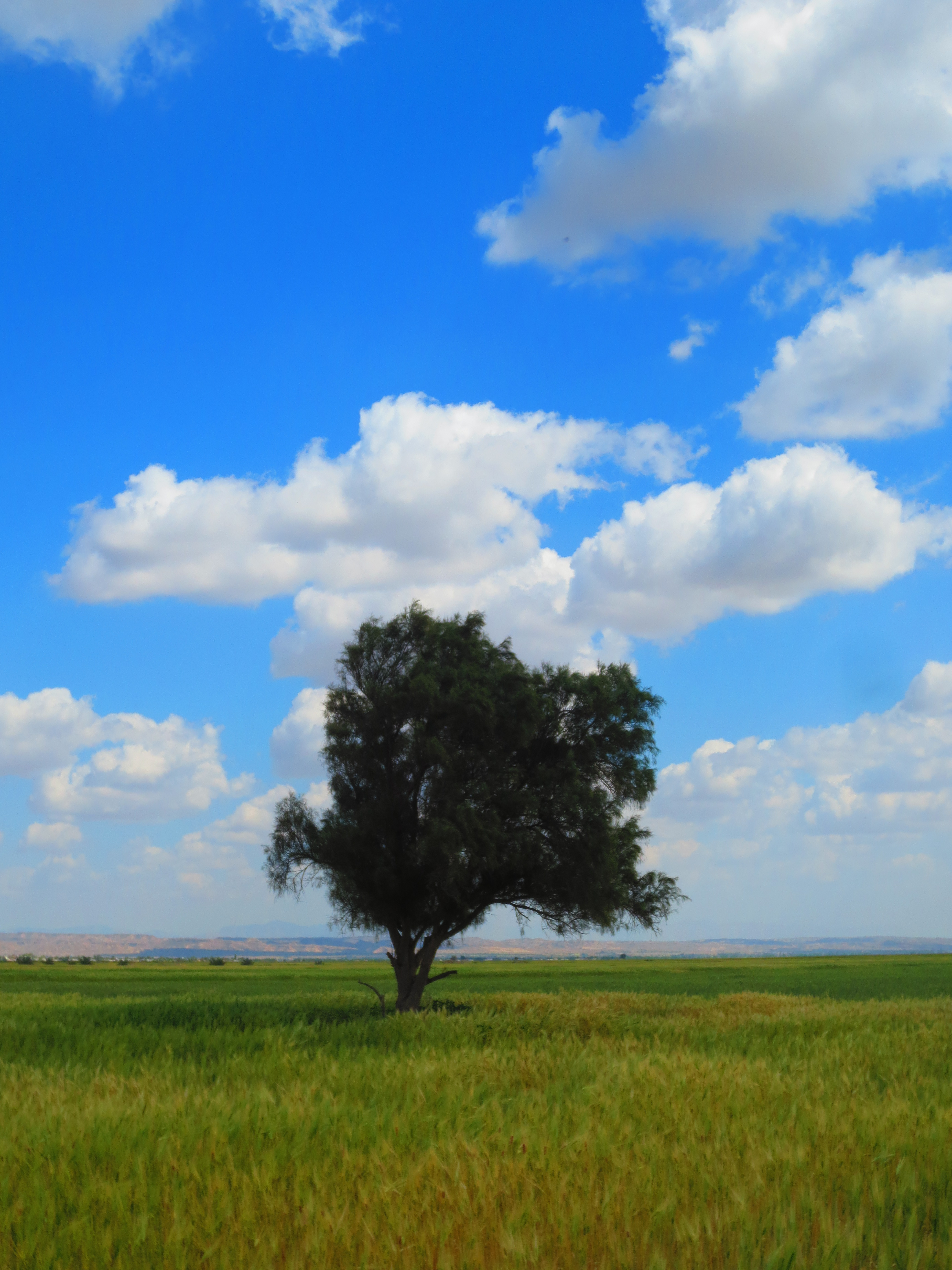
طبیعت روستای عطیبه در زمستان ۱۳۹۲